# Le Louvetier
 (décembre 2023).
Si vous disposez d'ouvrages ou d'articles de référence ou si vous connaissez des sites web de qualité traitant du thème abordé ici, merci de compléter l'article en donnant les références utiles à sa vérifiabilité et en les liant à la section « Notes et références ».
Le Louvetier est un roman de fantasy écrit par Henri Lœvenbruck. Il est le premier tome de sa trilogie Gallica et sa suite a pour titre La Voix des Brumes. Il a été publié en France aux éditions Bragelonne en 2004.

## Analyse
Dans cette trilogie, les lieux et les protagonistes politiques sont des références à la France et ses personnages importants de l'époque où se situe l'intrigue du livre. La France est nommée Gallica, le comté de Toulouse la Tolsanne, et on peut reconnaitre dans les traits de certains personnages Louis VII, Aliénor d’Aquitaine ou encore Constance de Castille.

## Éditions
Édition petit format : Bragelonne, 2004  (ISBN 2-7441-8502-7).